# 샐러리맨 챔프: 싸우는 샐러리맨
〈샐러리맨 챔프: 싸우는 샐러리맨〉(일본어: サラリーマンチャンプ たたかうサラリーマン)은 석세스에서 제작, 코나미에서 2001년 5월에 출시한 비디오 게임으로, 비시바시 시리즈의 외전 작품이다.
남성 회사원이 아침에 일어나 회사에 출근하면서 이야기가 시작되며, 회사의 업무를 수행하는 컨셉으로 진행된다. 〈하이퍼 비시바시 챔프〉와 마찬가지로 3인 경쟁 체제로 진행되며, 미니게임 진행 후 순위나 목표 달성 여부에 따라 플레이어의 계급이 달라진다.
대한민국의 단비시스템에서 제작한 〈오피스 여인천하〉와 〈으랏차차 무대리〉가 본작을 표절한 것이다.